# Sebastian Koch
Sebastian Koch (* 31. května 1962 Karlsruhe, Německo) je německý herec.

## Život a kariéra
Sebastian Koch se narodil v německém Karlsruhe a vyrostl ve Stuttgartu. Jeho matka ho vychovávala sama a nějakou dobu strávil v dětském domově, kde pracovala. V letech 1982–1985 studoval herectví na škole Otto Falckenberga v Mnichově a v této době hrál v Divadle mladých (německy Theater der Jugend).
Po působení v městských divadlech v Ulmu a Darmstadtu Sebastian Koch od roku 1990 začal hrát v berlínských divadlech. Ztvárnil role v Schillerových Loupežnících, v Goethově Ifigenii na Tauridě, v Dirty Dishes Nicka Whitbyho. Vedle četných filmových a televizních rolí se také často objevoval v malých rolích v populárních německých kriminálních seriálech (např. Wolffův revír).
Od uznávaného ztvárnění Andrease Baadera v dokumentárním dramatu Heinricha Breloera Todesspiel se objevil v mnoha celovečerních televizních inscenacích. V roce 2001 prorazil rolí uneseného Richarda Oetkera (syna průmyslníka Rudolfa Augusta Oetkera) v Der Tanz mit dem Teufel - Die Entführung des Richard Oetker a rolí spisovatele Klause Manna v dokumentárním dramatu Heinricha Breloera Mannovi - román století. Za obě tyto role Koch v následujícím roce získal Cena Adolfa Grimma (Grimme-Preis) a stal se jediným hercem, který ocenění dostal v témže roce za dva rozdílné umělecké počiny. Za titulní roli strůjce atentátu na Hitlera ve filmu Stauffenberg Jo Baiera byl nominován na Německou televizní cenu i cenu Adolfa Grimma a získal cenu Zlatý gong, kterou uděluje mediální časopis Gong.
V roce 2004 se Sebastian Koch potřetí objevil v díle Heinricha Breloera, kdy hrál roli nacistického architekta Alberta Speera v televizním seriálu Speer a Hitler. V roce 2006 mělo v německých kinech premiéru drama Životy těch druhých se Sebastianem Kochem v hlavní roli, které v roce 2007 získalo Oscara za nejlepší cizojazyčný film.
V letech 2006 a 2007 se po dvanáctileté odmlce znovu vrátil na divadelní scénu, a to v divadle města Bochum v roli lorda Goringa ve hře Ideální manžel Oscara Wilda. V roce 2006 ztvárnil roli Reinharda Mohna ve filmové adaptaci jeho života. V roce 2013 se spolu s Julií Snigirovou objevil v roli ruských padouchů ve filmu Smrtonosná past: Opět v akci.

### Osobní život
Sebastian Koch žije v Berlíně a má dceru s novinářkou Birgit Kellerovou. Také měl vztah s herečkou Annou Schudtovou, a v letech 2005 až 2009 s nizozemskou herečkou Carice van Houtenovou, s níž se seznámil při natáčení filmu Černá kniha.

## Filmografie
- Smutná neděle - píseň o láce a smrti (1999)
- Tunel (2001)
- Amen. (2002)
- Stauffenberg (televizní film, 2004)
- Konkurs se smrtí (2004)
- Životy těch druhých (2006)
- Černá kniha (2006)
- Hledači mušlí (televizní film, 2006)
- Mořský vlk (televizní film, 2009)
- Camelot (televizní seriál, 2011)
- Neznámý (2011)
- Albatros (2011)
- Ve stínu (2012)
- O Theós agapáei to chaviári (2012)
- Smrtonosná past: Opět v akci (2013)
- Oktober November (2013)
- Mlha v srpnu (2016)

## Ocenění
- 2001 - nominace na Cenu německé televize za nejlepší vedlejší roli ve filmu Tunel
- 2002 - Cena Adolfa Grimma za roli Klause Manna v Mannovi - román století; Cena bavorské televize ("Modrý panter") za stejnou roli; Cena Adolfa Grimma za ztvárnění Richarda Oetkera v Der Tanz mit dem Teufel - Die Entführung des Richard Oetker
- 2003 - nominace na cenu DIVA v kategorii nejlepší německý herec za roli ve filmu Napoleon
- 2004 - cena Zlatý Gong za Stauffenberg; nominace na Cenu německé televize v kategorii mužský herecký výkon v hlavní roli za Stauffenberg
- 2005 - cena Modrý panter za roli Alberta Speera ve flmu Speer a Hitler; Cena německé televize za mužský herecký výkon v hlavní roli ve stejném filmu
- 2006 - Cena Quadriga za Životy těch druhých (spolu s Ulrichem Mühem a režisérem filmu Florianem Henckelem von Donnersmarck); cena Bambi jako nejlepší národní herec